# 다나베 하지메
다나베 하지메(田辺 元, 1885년 2월 3일 ~ 1962년 4월 29일)는 일본의 철학자이다. 과학철학을 다루었으며 불교와 과학적 사고, 서양 철학, 기독교와 마르크스주의의 요소를 통합하려 하였다. 제2차 세계 대전 이후 참회도(懺悔道)를 주창하였다.
다나베는 니시타니 케이지, 니시다 키타로와 함께 교토 학파의 일원으로 알려져 있다. 도호쿠 제국대학, 교토 제국대학에서 강의하였으며 1920년대에 에드문드 후설, 마르틴 하이데거 등에게 사사하며 베를린, 라이프치히, 프라이부르크에 유학하였다. 1947년 일본 학사원 회원이 되었으며 1950년 문화훈장을 수훈했다.